# Lithophane cypriaca
Lithophane cypriaca är en fjärilsart som beskrevs av Charles Boursin 1957. Lithophane cypriaca ingår i släktet Lithophane och familjen nattflyn. Inga underarter finns listade i Catalogue of Life.